# Я вам не негр
«Я вам не негр» (англ. I Am Not Your Negro) — документальный фильм режиссёра Рауля Пека, основанный на незаконченной рукописи Джеймса Болдуина «Помни этот дом» (англ. Remember This House) и вышедший на экраны в 2016 году. Закадровый текст читает Сэмюэл Л. Джексон. Лента была номинирована на премию «Оскар» за лучший документальный фильм.

## Описание
Фильм повествует об истории расизма в США сквозь призму воспоминаний Джеймса Болдуина о борцах за гражданские права Медгаре Эверсе, Малкольме Иксе и Мартине Лютере Кинге и содержит наблюдения Болдуина на тему американской истории.

## Награды и номинации
- 2016 — Приз зрительских симпатий за лучший документальный фильм Международного кинофестиваля в Торонто (Рауль Пек)[5].
- 2016 — приз зрительских симпатий за лучший документальный фильм на Чикагском кинофестивале.
- 2017 — приз зрительских симпатий программы «Панорама» и специальное упоминание экуменического жюри на Берлинском кинофестивале, а также номинация на премию «Тедди».
- 2017 — номинация на премию «Оскар» за лучший документальный полнометражный фильм (Рауль Пек, Реми Грейети и Эбер Пек)[3].
- 2017 — приз за лучший документальный фильм на Дублинском кинофестивале.
- 2017 — номинация на Премию британского независимого кино за лучший международный независимый фильм.
- 2017 — номинация на премию MTV Movie / TV Awards за лучший документальный фильм[6].
- 2017 — номинация на премию Гильдии режиссёров США за лучшую режиссуру документального фильма (Рауль Пек)[7].
- 2017 — номинация на премию «Независимый дух» за лучший документальный фильм (Рауль Пек).
- 2017 — номинация на приз Луи Деллюка за лучший фильм (Рауль Пек).
- 2017 — участие в конкурсной программе Сиднейского кинофестиваля.
- 2018 — Премия BAFTA за лучший документальный фильм (Рауль Пек)[8].
- 2018 — Премия «Сезар» за лучший документальный фильм (Рауль Пек, Реми Грейети)[9].
- 2018 — Премия «Империя» за лучший документальный фильм[10].
- 2018 — Премия Лондонского кружка кинокритиков за лучший документальный фильм года.